# دنیل کوالسکی
دنیل کوالسکی (به انگلیسی: Daniel Kowalski) (زادهٔ ۲ ژوئیهٔ ۱۹۷۵) شناگر اهل استرالیا است.